# Pedro Manuel Valente de Sousa
Pedro Manuel Valente de Sousa (9 de novembro de 1981) é um jurista, deputado e político português. Ele é deputado à Assembleia da República na XIV legislatura pelo Partido Socialista. Tem uma licenciatura em Direito.